# Шевильи-Ларю
Шевильи-Ларю (фр. Chevilly-Larue) — коммуна во Франции, южный пригород Парижа. Находится в 9,3 км от центра Парижа.

## География
Коммуна Шевильи-Ларю находится на севере Франции, в регионе Иль-де-Франс, в департаменте Валь-де-Марн, юго-западнее Парижа. Площадь её составляет 4,22 км². Коммуна образовалась из административного объединения двух деревень — Шевильи и Ларю.

## История
Шевильи впервые письменно упоминается в земельном реестре за 829 год как «Civiliacum». В римские времена здесь была вилла знатного галло-римлянина по имени Цивилис (откуда и название деревни). Селение Ларю было основано значительно позднее, в конце Столетней войны. Во время Франко-прусской войны, в 1870 году здесь произошло крупное сражение при Шевильи, в связи с чем городок сильно пострадал и среди мирного населения имелись многочисленные жертвы. Своё нынешнее название коммуна получила в 1920 году.

## Известные уроженцы, жители
Несколько десятилетий в местечке Шевильи-Ларю жил и работал скульптор Морис Липси.

## Города-партнёры
- Хохдорф, ныне часть Фрайбурга
- Виктория (Трансильвания)
- Марторель